# Албанија на Светском првенству у атлетици на отвореном 2013.
Албанија је учествовала на Светском првенству у атлетици на отвореном 2013. одржаном у Москви од 10. до 18. августа четрнаести пут, односно учествовала је на свим првенствима до данас. Репрезентацију Албаније представљало је двоје атлетичара, која се такмичила у две дисциплине..
На овом првенству Албанија није освојила ниједну медаљу. Није било нових националних, личних и рекорда сезоне.

## Учесници
| Мушкарци: - Измир Смајљај — Скок удаљ | Жене: - Љуиза Гега — 1.500 м |  |

## Резултати

### Мушкарци
| Атлетичар     | Дисциплина | Лични рекорд | Квалификације | Квалификације | Полуфинале | Полуфинале | Финале               | Финале  | Детаљи |
| Атлетичар     | Дисциплина | Лични рекорд | Резултат      | Место         | Резултат   | Место      | Резултат             | Место   | Детаљи |
| ------------- | ---------- | ------------ | ------------- | ------------- | ---------- | ---------- | -------------------- | ------- | ------ |
| Измир Смајљај | Скок удаљ  | 7,54         | 7,55          | 13 у гр. А    |            |            | Није се квалификовао | 24 / 29 |        |

### Жене
| Атлетичарка | Дисциплина | Лични рекорд | Квалификација | Квалификација | Полуфинале | Полуфинале | Финале                | Финале  | Детаљи                                     |
| Атлетичарка | Дисциплина | Лични рекорд | Резултат      | Место         | Резултат   | Место      | Резултат              | Место   | Детаљи                                     |
| ----------- | ---------- | ------------ | ------------- | ------------- | ---------- | ---------- | --------------------- | ------- | ------------------------------------------ |
| Љуиза Гега  | 1.500 м    | 4:05,11 НР   | 4:08,76       | 8 у гр. 1 кв  | 4:08,79    | 12 у гр. 1 | Није се квалификовала | 19 / 37 | Архивирано на веб-сајту (22. октобар 2013) |